# Homalomena davidiana
Homalomena davidiana är en kallaväxtart som beskrevs av Alistair Hay. Homalomena davidiana ingår i släktet Homalomena och familjen kallaväxter. Inga underarter finns listade.